# Rosario Ardica
Rosario Ardica, detto Rino (Enna, 13 maggio 1938), è un politico italiano.

## Biografia
Docente nelle scuole elementari. In gioventù aveva militato nella Giovane Italia, l'organizzazione giovanile del Movimento Sociale Italiano. È stato quindi consigliere comunale di Enna negli anni 70 e '80 per il MSI.
Nel 1994 è eletto per il Polo delle Libertà deputato alla Camera nel collegio maggioritario di Enna con il 34,5%. Aderisce al gruppo di Alleanza Nazionale. Non è rieletto nel 1996, quando nel collegio maggioritario di Enna ottiene il 47,7%.
Nel 2000 è eletto sindaco della sua città con una coalizione di centro destra al ballottaggio con il 53,5%. Nel 2005 viene sfiduciato dal consiglio comunale e si dimette dalla carica di sindaco.